# Yueyang
Yueyang (chiń. 岳阳; pinyin Yuèyáng) – miasto o statusie prefektury miejskiej w środkowych Chinach, w prowincji Hunan, nad jeziorem Dongting Hu. W 2010 roku liczba mieszkańców miasta wynosiła 524 068. Prefektura miejska w 1999 roku liczyła 5 206 257 mieszkańców.
Stolica rzymskokatolickiej prefektury apostolskiej Yueyang.

## Historia
Pierwotnie nosiło nazwę Hanchang, a obecną nazwę otrzymało w 210 roku p.n.e.

## Zabytki oraz interesujące miejsca
- Yueyanglou (Wieża Yueyang)
- Xianmeiting (Kwiat Śliwy Nieśmiertelnego Pawilonu)
- Sanzuiting (Pawilon Trzech Pijanych)